# جاستن مورغان
جاستن مورغان (بالإنجليزية: Justin Morgan) هو ملحن أمريكي، ولد في 28 فبراير 1747 في ويست سبرينغفيلد في الولايات المتحدة، وتوفي في 22 مارس 1798 في راندولف في الولايات المتحدة.

## وصلات خارجية
- جاستن مورغان على موقع الموسوعة البريطانية (الإنجليزية)
- جاستن مورغان على موقع ميوزك برينز (الإنجليزية)
- جاستن مورغان على موقع ديسكوغز (الإنجليزية)